# Temple de la Victòria (Hímera)
El Temple de la Victòria (en toscà: Tempio della Vittoria; en grec: Ναός της Νίκης) era un antic temple d'Hímera, a Sicília. Estava dedicat a la dea Atena i es va construir cap al 480 abans de la nostra era. Les ruïnes del temple es troben al poble de Buonfornello, al municipi de Termini Imerese.

## Història
Conegut com el Temple de la Victòria, es va construir al 480 ae, després de la batalla d'Hímera contra l'exèrcit de Cartago. Degué començar-se a construir poc després de la batalla o, com a més tardar, quan Teró d'Acragant va prendre el poder a la ciutat el 476 ae. Probablement es van utilitzar esclaus cartaginesos, capturats en la batalla, per a construir-lo. El Temple d'Atena també es va construir a Siracusa per a commemorar la mateixa batalla. Els temples eren arquitectònicament semblants en molts aspectes i han estat anomenats bessons arquitectònics.
El temple de la Victòria fou destruït en la segona batalla d'Hímera del 409 abans de la nostra era, en què els cartaginesos van destruir tota la ciutat.

## Descripció

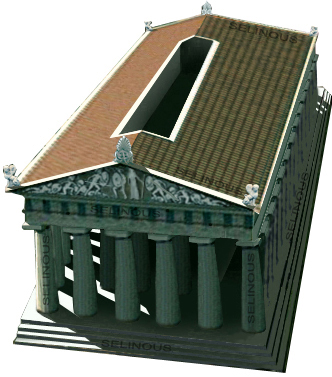
Maqueta del Temple de la Victòria

Estava erigit a la plana costanera al nord de l'acròpoli d'Hímera, la ciutat alta, a la riba occidental de l'Hímera, actual Fiume Grande, a prop de la riba nord de l'illa.
Era d'estil dòric i tenia sis columnes als costats curts i catorze als llargs. La crepidoma del temple feia 55,9 × 22,4 m i era damunt de fonaments de quatre nivells. El temple tenia una naos, un pronaos i un opistòdom, cadascun amb dues columnes al davant (dístilo in antis). A banda i banda de l'entrada a la naos hi havia escales.
Els frontons principals del temple estaven decorats amb talles, un fet poc habitual en els temples grecs de Sicília. Entre les escultures hi havia una figura femenina de més grandària, segurament Atena, així com figures masculines i un lleó, que devia representar una de les figures masculines d'Hèracles. També s'han suggerit com a temes alternatius la Gigantomàquia i la Guerra de Troia. La teulada estava flanquejada per gàrgoles amb cap de lleó,  que es preserven en bon estat. Ara són al Museu Arqueològic de Palerm.